# Pfarrkirche Wiesen (alt)

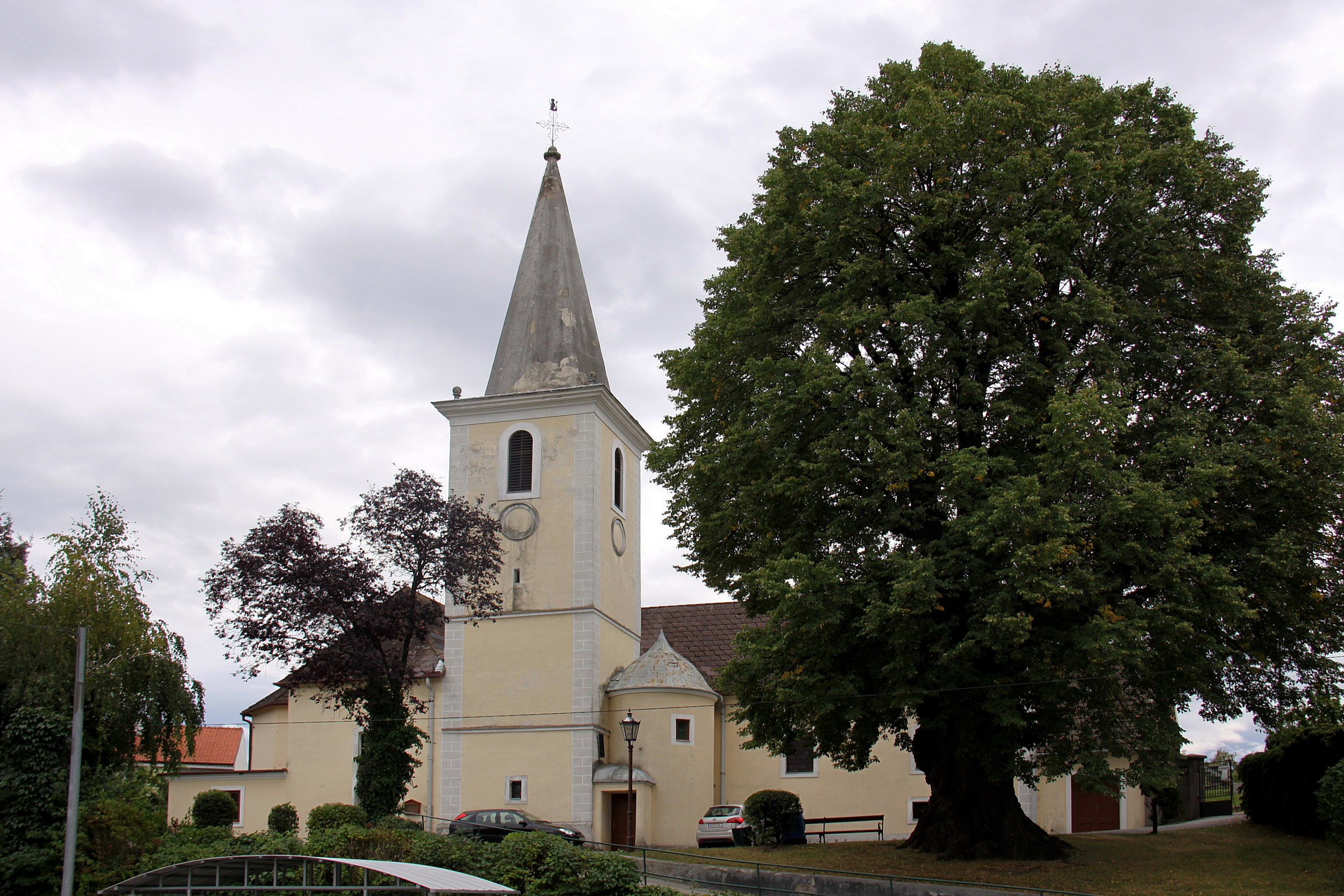
Alte Kath. Pfarrkirche hl. Barbara in Wiesen

Die römisch-katholische Alte Pfarrkirche Wiesen steht beim Ortsfriedhof in der Marktgemeinde Wiesen im Bezirk Mattersburg im Burgenland. Die ehemalige Pfarrkirche hl. Barbara gehört zum Dekanat Mattersburg in der Diözese Eisenstadt. Die Kirche steht unter Denkmalschutz (Listeneintrag).

## Geschichte
Der Kirchenbau aus dem 16. Jahrhundert wurde 1673 eingewölbt und geweiht. Im Norden wurde ein Kirchturm als Wehrturm errichtet, der im ersten Obergeschoß mit 1682 bezeichnet ist. 1795 wurde das Langhaus nach Osten verlängert und ein Querschiff und eine neue halbrunde Apsis erbaut. 1864 wurde dem Turm ein zweites Obergeschoß und ein steinerner Pyramidenhelm aufgesetzt. Am südlichen Querschiffarm ist das ehemalige Sakristeiportal aus dem 17. Jahrhundert erhalten.

## Architektur
Das vierjochige Schiff liegt unter einem hochgekuppelten Platzlgewölbe zwischen Gurten auf flachen Pilastern. Die Querschiffarme sind platzlgewölbt, die Apsis hat ein Schalengewölbe. Es gibt Wandgemälde von Stephan Dorfmeister.

## Ausstattung
An der Stirnwand der Apsis hängt das ehemalige Hochaltarbild 'Heilige Barbara' von 1886.
Der Taufstein aus dem 18. Jahrhundert, ein Kruzifix vom Ende des 18. Jahrhunderts, eine Relieftafel Bergpredigt von der ehemaligen Kanzel aus der 2. Hälfte des 18. Jahrhunderts und eine Statue der Heiligen Barbara aus der 1. Hälfte des 18. Jahrhunderts wurden in die neue Pfarrkirche Hl. Geist übertragen. Die Orgel aus 1928 mit 9 Registern wurde von Cäcilia AG gebaut.
Eine Glocke goss 1861 Ignaz Hilzer in Wiener Neustadt.